# 小行星4748
小行星4748（4748 Tokiwagozen）是一颗围绕太阳公转的小行星。1989年11月20日，鈴木憲藏、浦田武在丰田市发现了此天体。
該小行星以日本平安時代女性常盤御前命名。
这颗小行星的绝对星等为186.5270375835868等。